# Пептиди

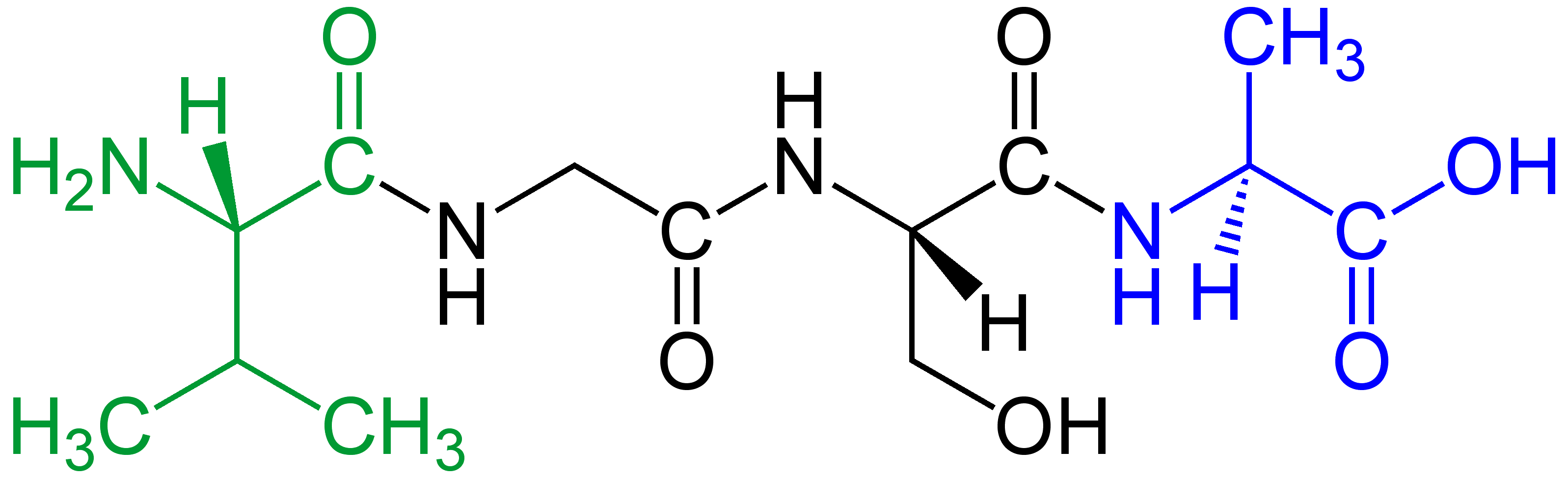
Пептиди

Пепти́ди (грец. πεπτος — поживний) — родина природних чи синтетичних хімічних сполук, молекули яких складаються із двох і більше залишків α-амінокислот, з'єднаних у нерозгалужений ланцюг ковалентними пептидними зв'язками -C(O)-NH-.

## Загальний опис
Пептид — природний та синтетичний амід, в якому два або більше залишків α-амінокислот (однакових або різних) з'єднані між собою пептидними зв'язками –CO–NH–C–, утворюючи оліго-, полі- і циклопептиди (гомо- та гетеродентні циклопептиди, залежно від того, замкнулись кінцеві чи бічні карбоксильна та окси-, аміно- або меркаптогрупи). Його молекули — біполярні йони, здатні гідролізуватися в присутності мінеральних кислот до амінокислот. Характерними є нінгідринова й біуретова реакції. З видовженням полімерного пептидного ланцюга, особливо в регулярних пептидах, побудованих з однакових амінокислотних залишків, набуває стабільності вторинна структура (α-спіраль, β-структура). Термін в основному стосується структур, утворених з α-амінокислот, але включає й структури, похідні від будь-яких амінокарбонових кислот.
Пептидні зв'язки утворюється внаслідок реакції конденсації між α-карбоксильною групою однієї амінокислоти, та α-аміногрупою іншої. Більшість природних пептидів побудовані із двадцяти «стандартних» протеїногенних амінокислот, що кодуються генетичним кодом. На сьогодні відомо понад 1500 природних пептидів, визначено їх властивості та розроблено методи синтезу.
Хоч формально пептидом є амінокислотний ланцюг будь-якої довжини, цей термін найчастіше використовують для коротких полімерів, що містять до 40—50 мономерних одиниць. Довші пептиди називають поліпептидами або білками.

## Номенклатура
В залежності від кількості амінокислотних залишків, що входять до складу пептиду розрізняють дипептиди, утворені двома амінокислотами, на одну мономерну ланку довші трипептиди, ще на одну — тетрапептиди, пентапептиди містять п'ять залишків амінокислот і так далі. Пептиди, довжиною не більше десяти амінокислотних ланок, називають олігопептидами. Коли в пептидний ланцюжок об'єднується багато амінокислот, то утворюється поліпептид. Грань між олігопептидами і поліпептидами (той розмір, при якому молекула перестає вважатися олігопептидом і стає поліпептидом) досить умовна. Часто пептиди, що містять менше 10–20 амінокислотних залишків, називають олігопептидами, а речовини з великим числом амінокислотних ланок — поліпептидами. Природні поліпептиди з молекулярною масою понад 6000 дальтон, або містять понад сто амінокислотних залишків, зазвичай називаються білками. Але цей розподіл умовний. Деякі молекули, наприклад, гормон глюкагон, який містить лише двадцять дев'ять амінокислот, називають білковим гормоном. Невелика білкова молекула окситоцину згадується як поліпептид, або просто як пептид.
Пептиди мають два різні кінці: N-кінець, що містить вільну аміногрупу першої амінокислоти, і C-кінець із вільною карбоксильною групою останньої. Скорочено первинну структуру поліпептидів записують використовуючи три- або однолітерне позанчення амінокислот починаючи із N-кінця, наприклад, для пептидного гормону — ангіотензину II: Asp-Arg-Val-Tyr-Ile-His-Pro-Phe, або відповідно DRVYIHPF. Кожен амінокислотний залишок крім останнього читається із закінченням -іл (чи -ил) замість -ін (чи -ин або -ат у випадку глутамату і аспартату), отже повна назва цього пептиду звучатиме як аспартил-аргініл-валіл-тирозил-ізолейцил-гістидил-проліл-фенілаланін.

## Історія
Пептиди вперше були виділені з гідролізатів білків, отриманих за допомогою ферментації.
Термін «пептид» запропонований німецьким хіміком-органіком Емілем Фішером, який до 1905 р. розробив загальний метод синтезу пептидів. У 1900 році він висунув гіпотезу про те, що пептиди складаються з ланцюжка амінокислот, з'єднаних зв'язками. І вже в 1902 році отримав неспростовні докази існування пептидного зв'язку.
У 1953 Венсан дю Віньо синтезував окситоцин, перший поліпептидний гормон. 1963 року, на основі концепції твердофазного пептидного синтезу (P. Мерріфілд) були створені автоматичні синтезатори пептидів. Використання методів синтезу поліпептидів дозволило отримати синтетичний інсулін і деякі ферменти.

## Класифікація пептидів та їх структура

Первинна структура антибіотику граміцидин не лінійна, а циклічна

Лінійна послідовність амінокислотних залишків у поліпептидному ланцюжку називається первинною структурою пептиду. Ланцюжок повторюваних атомів -NH-CH(R1)-CO-NH-CH(R2)-CO-NH-CH(R3)-CO-NH-CH(R4)-CO- називається пептидним остовом. Просторова конформація молекули пептиду стабілізована водневими зв'язками між амінокислотними залишками становить його вторинну структуру.
Однією з ознак поділу довгих поліпептидів, та невеликих за розміром білків є структурна гнучкість їх макромолекул. Так, поліпептиди — це гнучкі молекули, а білкам властива певна стабільна конформація. Відповідно до цього поділу, інсулін (51 амінокислотний залишок) є білком зі структурою фіксованою трьома дисульфідними містками.
За якісним складом амінокислот розрізняють:
- гомомірні пептиди — сполуки, що складаються тільки з амінокислотних залишків;
- гетеромірні пептиди — речовини, до складу яких входять також небілкові компоненти. Так глікопептиди містять у молекулі вуглеводні залишки.

Пептиди також діляться за способом зв'язку амінокислот між собою:
- гомодетні — пептиди, амінокислотні залишки яких з'єднані тільки пептидними зв'язками;
- гетеродетні пептиди — ті сполуки, в яких крім пептидних зв'язків зустрічаються ще й дисульфідні, ефірні та тіоефірні зв'язки.

Пептиди розрізняються не тільки за амінокислотним складом, кількістю, розташуванням і з'єднанням амінокислотних залишків у поліпептидний ланцюжок. Наприклад, Про-Сер-Про-Ала-Гіс і Гіс-Ала-Про-Сер-Про: незважаючи на однаковий кількісний і якісний склад, ці пептиди мають зовсім різні властивості.

### Класифікація пептидів за їх функцією
Як правило, класифікація пептидів за функцією не є ідеальною, оскільки деякі пептиди можуть належати до різних груп одночасно. Так, наприклад, вазопресин, крім судинозвужувальної та анти-діуретичної дії, покращує пам'ять. А окситоцин може розглядатися і як гормон (передача сигналу між клітинами), і як нейропептид, тому що виконує функції медіатора в мозку.

#### Пептидні гормони
Пептидні гормони — це численний і найбільш різноманітний за складом клас гормональних сполук, що являє собою біологічно активні речовини, які беруть участь у проведенні сигналів між клітинами. Їх утворення відбувається в спеціалізованих клітинах залозистих органів, після чого активні сполуки надходять в кровоносну систему для транспортування до органів-мішеней. Після досягнення мети гормони специфічно впливають на певні клітини, взаємодіючи з відповідним рецептором. Класичними прикладами пептидних гормонів є брадикінін, ґастрин, окситоцин та інш.

#### Нейропептиди
Нейропептиди виявили в нервових тканинах. Нейропептиди — сполуки, що синтезуються в нейронах мозку і залучені в регуляційні та сигнальні процеси. Дія нейропептидів на центральну нервову систему є дуже різноманітною. Вони впливають безпосередньо на мозок, контролюють сон, впливають на пам'ять, поведінку, процеси навчання, мають знеболюючу дію. Класичними прикладами нейропептидів є ендорфіни, вазопресин, і т. д.

##### Опіоїдні пептиди
Найбільш численною та різноманітною за функціями і впливом на організм серед нейропептидів є родина опіоїдних пептидів. Опіоїдні пептиди — група природних і синтетичних активних пептидів, схожих з опіатами (морфін, кодеїн тощо) за здатністю зв'язуватися з опіоїдними рецепторами організму.
Виявлення в мозку високоспецифічних рецепторів класичних непептидних опіатів — морфіну та інш. дозволило розпочати цілеспрямований пошук їх ендогенних лігандів. Перші роботи з вивчення опіоїдних пептидів належать А. Голдстайну, Дж. Х'юсу, Х. Костерліцу, С. Снайдеру, Л. Тереніусу. У дослідженнях Дж. Х'юса та Х. Костерліца в 1975 році вперше з мозку свині були виділені й ідентифіковані два морфіноподібних кислоторозчинних пентапептиди — тир-гли-гли-фен-лей і тир-гли-гли-фен-мет, згодом названих лей- і мет-енкефалінами. Крім того, ендогенні морфіноподібні речовини були вперше виділені з цілого мозку та гіпофіза голубів, морських свинок, щурів, кроликів і мишей. А в 1976 році фракції таких олігопептидів були виявлені в спинномозковій рідині та крові людини. Різні види цих олігопептидів отримали назву ендорфінів і енкефалінів.
Ліганди опіоїдних рецепторів також були виявлені в багатьох периферичних органах, тканинах і біологічних рідинах. Опіоїди присутні в гіпоталамусі та гіпофізі, плазмі крові і спиномозковій рідині, шлунково-кишковому тракті, легенях, органах репродуктивної системи, імунокомпетентних тканинах і навіть у шкірі. Поряд з ендорфінами виявлені і, так звані, екзорфіни або параопіоіди — опіоїдні пептиди, які утворюються за травлення їжі. До тепер опіоїдні рецептори та їх ендогенні ліганди виявлені практично у всіх органах і тканинах ссавців, а також у тваринах нижчих ступенів класифікації аж до найпростіших.
Основна частина опіоїдних пептидів утворюється шляхом внутрішньоклітинного розщеплення високомолекулярних попередників, що призводить до утворення ряду біологічно активних фрагментів, у тому числі і опіоїдних пептидів. Ідентифіковано і найбільш вивчено три наступних попередника: проопіомеланокортин (ПОМК), проенкефалін А і продинорфін (проенкефалін В). До складу ПОМК (локалізованого головним чином у гіпофізі) входять амінокислотні послідовності b-ліпотропіну, АКТГ, a-, b- і g-меланоцитстимульованих гормонів, a-, b- і g-ендорфінів. У наш час[коли?] встановлено, що основним джерелом енкефалінів (метіонін-енкефаліну і лейцин-енкефаліну) в організмі є проенкефалін А, локалізований переважно в наднирниках. До його складу належать 4 амінокислотні послідовності мет-енкефаліну і одна лей-енкефаліну, а також ряд подовжених форм мет-енкефаліну: меторфамід, МЕРГЛ (мет-енкефалінів-Arg6-Gly7-Leu8), Мерфі (мет-енкефалінів-Arg6-Phe7), пептид Ф і групи споріднених пептидів, що входять до складу пептиду Е: BAM 22, 20, 18, 12, взаємодіючих з опіоїдними рецепторами mu-, kappa-і delta-типу.
У структурі іншого проенкефаліна — препроенкефаліна В (або продинорфіну) — виявлені послідовності a-і b-неоендорфінов, динорфінів [динорфин 1-8, 1-17 (А), динорфин В (ріморфін), 4кД-динорфин], що володіють найбільшим спорідненістю до ОР k-типу, а також лей-енкефаліну. Радіорецепторний аналіз зв'язування ендорфінів і енкефалінів з опіоїдними рецепторами показав, що спорідненість мет-і лей-енкефалінів до опіоїдних рецепторів delta-типу вище, ніж до рецепторів mu-типу; b-ендорфін має приблизно однакову спорідненість до опіоїдних рецепторів mu-і delta-типу, a-і g-ендорфіни проявляють набагато меншу спорідненість до обох типів рецепторів у порівнянні з b-ендорфіном. Попри те, що мет-енкефалін взаємодіє переважно з опіоїдними рецепторами d-типу, його аналоги з довою амінокислотною послідовністю — меторфамід і пептиди групи BAM (пептиди з мозкової речовини надниркових залоз) володіють протилежним профілем селективної взаємодії з опіоїдними рецепторами (mu> kappa> delta). Більшість ендогенних опіоїдів, тим чи іншим чином, можуть взаємодіяти з кількома типами рецепторів. Так, b-ендорфін своїм N-кінцевим фрагментом здатний взаємодіяти з mu-і delta-опіоїдними рецепторами, а С-кінцем з epsilon-рецепторами. У шкірі амфібій, а згодом у мозку та деяких інших органах теплокровних, виявлено четвертий попередник ОП — продерморфін, який вважають джерелом дерморфіна (mu-агоніста) і дельторфіна (delta-агоніста). У ЦНС виявлені ендогенні пептиди, які специфічно взаємодіють з mu-опіоїдними рецепторами: Tyr-Pro-Trp-Phe-NH2 і Tyr-Pro-Phe-Phe-NH2, названі ендоморфінами, а також пептид ноціцептин, який проявляє анальгетичний ефект через взаємодію з опіоідоподібними орфановими рецепторами.

##### Тахікінінові пептиди ()
Тахікініни — одна з найбільших родин пептидів, поширена у чотириногих хребетних.
- Субстанція Р
- Касинін[en]
- Нейрокінін А
- Еледоїзин[en]
- Нейрокінін В[en]

##### Панкреатичні поліпептиди
- NPY

```
   Пептид YY
   APP Avian pancreatic polypeptide
   en: HPP Human pancreatic polypeptide
```

#### Алкалоїди
Алкалоїди, як правило, є пептидами рослин, грибів і деяких тварин, таких як молюски. Алкалоїди залучені у захист одного організму від його поїдання іншими організмами. Класичними прикладами пептидних алкалоїдів є ерготамін, пандамін, динорфін-(1-8)-октапептид, N-β(бета)-(D-Leu-D-Arg-D-Arg-D-Leu-D-Phe)-налтрексамін та інш.

#### Антибіотики
Антибіотики пригнічують ріст мікроорганізмів, як правило, бактеріальних клітин, локалізованих в організмі грибків і найпростіших. Класичними прикладом пептидних антибіотиків є тироцідин, тиротріцин, бацитрацин, граміцидин, валіноміцин, ліхеніформін, та інші.

#### Токсини
Пептидні токсини є отруйними речовинами у своїй більшості. Наприклад, палютоксин, аґатоксин, куртатоксин та інш.

#### Пептиди імунологічної дії
Найбільш вивчені пептиди, що беруть участь в імунній відповіді — тафцин, тімопотин II і тимозин α1. Їх синтез в клітинах організму людини забезпечує функціонування імунної системи.

#### Пептидні біорегулятори
Пептиди беруть участь у багатьох процесах живих організмів, володіють високою фізіологічною активністю, регулюють різні біологічні процеси. Група пептидів-біорегуляторів чітко не визначена, тому що майже будь-який пептид може регулювати деякі процеси в організмі. Проте, ця група використовується для класифікації пептидів, які чітко не належать до інших груп. Прикладом регуляторних пептидів є ансерин, карнозин та інш.

#### Дипептид
Димер амінокислот, що з'єднані одним пептидним зв'язком.
Типовий приклад — D-аланін дипептид. В організмі
утворюються при розкладі поліпептидів при дії ензиму — дипептидил пептидази. Засвоюються швидше ніж мономерні
амінокислоти.

### Класифікація пептидів за їх синтезом
Рибосомні пептиди Майже всі відомі пептиди синтезуються в процесі трансляції мРНК на рибосомах. Зазвичай вони зазнають подальшої посттрансляційній модифікації, яка може містити в собі навіть оптичну ізомеризацію L-амінокислот в D-амінокислоти.
Нерибосомні пептиди — це пептиди, які синтезуються в процесі ферментативного каталізу. Прикладом може служити глутатіон, циклічні пептиди.
Пептони — це пептиди, отримані за процесів травлення, проміжні продукти неповного розщеплення (гідролізу) білків.
Синтетичні пептиди Біосинтез пептидів в організмі відбувається протягом кількох хвилин, хімічний ж синтез в умовах лабораторії — досить тривалий процес, який може займати кілька днів, а розробка технології синтезу — кілька років. Однак, попри це, існують вагомі аргументи на користь проведення робіт із синтезу аналогів природних пептидів.
По-перше, шляхом хімічної модифікації пептидів можна підтвердити гіпотезу первинної структури. Амінокислотні послідовності деяких гормонів стали відомі саме завдяки синтезу їх аналогів в лабораторії.
По-друге, синтетичні пептиди дозволяють докладніше вивчити зв'язок між структурою амінокислотної послідовності та її активністю. Для з'ясування питання як пов'язанні конкретна структура пептиду і його біологічна активність, було синтезовано не одну тисячу аналогів. У результаті вдалося з'ясувати, що заміна лише однієї амінокислоти у структурі пептиду здатна в декілька разів збільшити його біологічну активність, або змінити її спрямованість. А зміна довжини амінокислотної послідовності допомагає визначити розташування активних центрів пептиду та ділянки рецепторної взаємодії.
По-третє, завдяки модифікації вихідної амінокислотної послідовності, з'явилася можливість отримувати фармакологічні препарати. Створення аналогів природних пептидів дозволяє виявити більш «ефективні» конфігурації молекул, які посилюють біологічну дію, чи подовжують її тривалість.
По-четверте, хімічний синтез пептидів економічно вигідний. Більшість терапевтичних препаратів коштували б у десятки разів більше, якби були зроблені на основі природного продукту.
Найчастіше активні пептиди в природі виявляються лише в нанограмових кількостях. Крім цього, сучасні методи очищення та виділення пептидів з природних джерел не можуть повністю розпізнати потрібну амінокислотну послідовність серед суміші інших пептидів. Щодо специфічних пептидів організму людини, то отримати їх можна лише шляхом синтезу в лабораторних умовах.
Пептидні біорегулятори
На основі розробленої петербурзькими вченими технології з органів і тканин тварин були виділені пептиди, що володіють тканиноспецифічною дією, здатні відновлювати на оптимальному рівні метаболізм в клітинах тих тканин, з яких вони виділені. Важливою відмінністю цих пептидів є їх регулюючу дію: при придушенні функції клітини вони її стимулюють, а при підвищеній функції — знижують до нормального рівня. Це дозволило створити новий клас лікарських препаратів — пептидні біорегулятори.
Перший з них — імуномодулятор тималін — вже більше 28 років перебуває на фармацевтичному ринку і застосовується для відновлення функції імунної системи при захворюваннях різного генезу, включаючи онкологічні захворювання. За ним пішли епіталамін (біорегулятор нейроендокринної системи), сампрост (препарат для лікування захворювань передміхурової залози), Кортексин (препарат для лікування широкого спектра неврологічних захворювань), ретіналамін (препарат для лікування дегенеративно-дистрофічних захворювань сітківки). За 25 років широкого застосування пептидних біорегуляторів їх отримали більше 15 млн осіб. При цьому не було виявлено протипоказань до їх застосування та побічної дії.

## Значення
Пептиди беруть участь у багатьох процесах живих організмів, володіють високою фізіологічною активністю, регулюють різні біологічні процеси. За своєю біорегуляторною дією пептиди прийнято ділити на групи:
- сполуки, що володіють гормональною активністю (глюкагон, окситоцин, вазопресин і ін);
- речовини, що регулюють травні процеси (гастрин, шлунковий інгібуючий пептид та ін);
- пептиди, що регулюють апетит (ендорфіни, нейропептид-Y, лептин і ін);
- сполуки, що володіють знеболюючим ефектом (опіоїдні пептиди);
- органічні речовини, що регулюють вищу нервову діяльність, біохімічні процеси, пов'язані з механізмами пам'яті, навчання, виникненням почуття страху, люті і ін;
- пептиди, що регулюють артеріальний тиск і тонус судин (ангіотензин II, брадикінін та ін.)
- пептиди імунологічного дії захищають організм від потрапиляння в нього токсинів.

Для правильної роботи клітин і тканин необхідно адекватну кількість пептидів. Проте з віком і при патології виникає дефіцит пептидів, який істотно прискорює знос тканин, що призводить до старіння всього організму. Сьогодні проблему недостатності пептидів в організмі навчилися вирішувати. Пептидний пул клітини заповнюють синтезованими в лабораторних умовах короткими пептидами.

## Термінологія по темі
- Поліпептиди — простий лінійний ланцюг, що складається з амінокислот. Біополімери, макромолекули яких складаються з α-аміно-

кислот, що входять до складу молекул протеїнів. Звичайно такі пептиди містять не менше від десяти амінокислотних залишків.
- Олігопептиди або (просто) пептиди — пептиди з числом амінокислот в ланцюзі до 30-50, у разі поліпептидів і до десяти амінокислот, у разі простих пептидів
- Дипептид — речовина білкової природи, що складається з двох амінокислотних залишків, з'єднаних пептидним (амідним) зв'язком (-С(O)-NH-). Типовий приклад— D-аланін дипептид. В організмі утворюються при розкладі поліпептидів при дії ензиму — дипептидил пептидази. Засвоюються швидше ніж мономерні амінокислоти.
- Трипептиди
- Гексапептиди
- Нейропептиди — пептиди, асоційовані з нервовою тканиною
- Пептидні гормони — пептиди з гормональною активністю